# Asianidia canariensis
Asianidia canariensis är en insektsart som först beskrevs av Metcalf 1955.  Asianidia canariensis ingår i släktet Asianidia och familjen dvärgstritar. Inga underarter finns listade i Catalogue of Life.